# Temnocora candida
Temnocora candida — вид костистих риб родини Ліпарисові (Liparidae).

## Поширення
Риба поширена на півночі Тихого океану на глибині 65-400 м. Зустрічається біля берегів Аляски та Курильських островів.

## Опис
Тіло сягає максимально до 10,6 см завдовжки. Тіло червонуватого забарвлення з ледь помітною плямистістю, черево світле.